# Samuel McRoberts (1868-1947)
Pour les articles homonymes, voir Samuel McRoberts et McRoberts.
Samuel McRoberts, né à Malta Bend le 20 décembre 1868 et décédé à New York le 8 septembre 1947, est un avocat, homme d'affaires et général américain.

## Biographie
Il fréquente l'Université Baker, où il obtient une maîtrise en 1894. Il est également diplômé de l'Université du Michigan en 1893 avec un LL.B. et est admis au barreau.
McRoberts pratique le droit à Chicago. De 1895 à 1900, il est avocat pour Armour and Company, avant de passer au département financier. Son succès en tant que directeur et cadre le conduit à être nommé trésorier de la société et directeur général en 1904. Pendant qu'il est chez Armour, il est également président de l'Illinois Tunnel Company pendant trois ans. 
Il déménage à New York en 1909, devenant vice-président de la National City Bank of New York jusqu'à sa démission en 1917.
En 1917, il est des hommes d'affaires et dirigeants d'entreprise dont les services sont sollicités par le gouvernement en raison de leur expertise dans la fabrication, ainsi que d'autres compétences en matière de production et de gestion de matériel. McRoberts est d'abord nommé major pour le service dans l'Ordnance Department à Washington, D.C.. Le 28 novembre 1917, il est promu colonel et nommé chef de la Division des achats. Le 8 août 1918, il est promu général de brigade et envoyé en France, où il sert jusqu'à la fin de la guerre. Au cours de son service militaire, McRoberts fourni des conseils et des orientations sur la sélection des sites pour les usines, ainsi que d'autres fonctions de gestion, y compris les finances et la budgétisation, la conception des chaînes de montage et les calendriers de production.
Après la guerre, McRoberts reprend sa carrière commerciale. En 1922, il devint président de la Metropolitan Trust Company (en), poste qu'il occupe jusqu'à sa retraite en 1925. En outre, il siège au conseil d'administration de plusieurs institutions financières et d'autres sociétés, dont l'American Sugar Refining Company (en) et la Chicago, Milwaukee, St. Paul and Pacific Railroad.
Il fait des dons à de nombreuses causes caritatives. Il publie deux livres, The Extension of American Banking in Foreign Countries' (1910) et Russia's Future Needs for Capital (1916).[3] L'Université Baker lui a décerné le diplôme honorifique de LL.D. en 1919. Il est président de l'Economic Club of New York (en) de 1930 à 1932.

## Sources
- (en) Cet article est partiellement ou en totalité issu de l’article de Wikipédia en anglais intitulé « Samuel McRoberts (United States Army officer) » (voir la liste des auteurs).